# Tabluha
Tabluha (arab. طبلوها) – miejscowość w Egipcie, w muhafazie Al-Minufijja. W 2006 roku liczyła 13 483 mieszkańców.